# Juno és a páva (film)
A Juno és a páva (eredeti címe: June and the Paycock) 1930-ban bemutatott brit filmdráma, amelyet Alfred Hitchcock rendezett. A forgatókönyvet Seán O’Casey azonos című tragédiája alapján Hitchcock és Alma Reville készítették. A produkció főbb szerepeiben Maire O’Neill, Edward Chapman, Sidney Morgan és Sara Allgood. 1930. február 22-én mutatták be az Egyesült Királyságban. Magyarországon a televízióban futott először 1992. május 7-én.

## Cselekmény
Az ír polgárháború idején Dublin nyomornegyedében Boyle kapitány egy kétszobás bérlakásban él feleségével, Junóval és két gyermekükkel, Maryvel és Johnnyval. Juno Paycocknak nevezi férjét, mert szerinte olyan haszontalan és hiú, mint egy páva. Juno dolgozik, míg a kapitány a lakásban lézeng, amikor éppen nem a szomszédos kocsmában issza fel a család spórolt pénzét.
A lányának, Marynek van munkája, de sztrájkol. A fiú, Johnny félig rokkant lett, miután az ír függetlenségi háború idején elvesztette az egyik karját és súlyosan megsérült a csípője. Bár Johnny a folytatódó ír polgárháborúban a szerződésellenes oldalra állt (lásd: Írország történelme), nemrég feljelentette az Ír Köztársasági Hadsereg (IRA) egyik társát az Ír Szabad Állam rendőrségénél, akik ezt követően azt megölik. Az IRA gyanúsítja Johnnyt, és elrendelik, hogy jelentkezzen náluk kihallgatásra; ő azonban megtagadja, és azzal tiltakozik, hogy sebei azt mutatják, hogy megtette a magáét Írországért.
Mary elhagyja párját, Jerryt, Charlie Benthamért. Charlie elkergeti a nőt, miután közli Mary családjával, hogy a kapitány örökséget kap. Az elragadtatott kapitány kölcsönt vesz fel, és azt szabadon költi új bútorokra és gramofonra, majd partit csap a családi barátoknak. A kapitány azonban hamarosan megtudja, hogy az örökség elveszett, mert Charlie hibát követett el a végrendelet megfogalmazásakor. A kapitány titokban tartja a rossz hírt, amíg a hitelezők meg nem jelennek.
Mary elárulja, hogy szégyent hozott a családra azzal, hogy teherbe esett Charlie-tól, aki eltűnt. Egykori vőlegénye, Jerry szerelmet vall Marynek, és felajánlja, hogy feleségül veszi, amíg meg nem tudja, hogy a nő már terhes. Miközben a szülei távollétében a helyzettel foglalkoznak, Johnnyt letartóztatja az IRA, és később megtalálják a fiú holttestét. Ráébredve, hogy a családjukat tönkretették, Juno Istenhez fohászkodik, majd lányával együtt elhagyják a kapitányt.

## Szereplők
| Szerep                  | Színész          | Magyar hangja    |
| ----------------------- | ---------------- | ---------------- |
| Maisie Madigan asszony  | Maire O’Neill    | Szabó Éva        |
| Boyle kapitány          | Edward Chapman   | Rajhona Ádám     |
| Joxer Daly              | Sidney Morgan    | Kun Vilmos       |
| Mrs Boyle Juno          | Sara Allgood     | Győry Franciska  |
| Johnny Boyle            | John Laurie      | Végh Péter       |
| Jerry Devine            | Dave Morris      | Rosta Sándor     |
| Mary Boyle              | Kathleen O'Regan | Prókai Annamária |
| Charles Bentham         | John Longden     | Reviczky Gábor   |
| az összekötő            | Dennis Wyndham   | Varga T. József  |
| Mr Kelly, a szabó       | Fred Schwartz    | Balázsi Gyula    |
| Mr Holden, a zeneboltos | n.a              | Szoó György      |
| Mrs Trankredi           | n.a              | Pásztor Erzsi    |

## Fogadtatás
A film negatív visszajelzéseket kapott a kritikusoktól. A Rotten Tomatoeson 27%-os minősítést ért el 11 értékelés alapján. A Variety szerint: „A film háromnegyede csak fényképezett színpadi játék -- kiválóan fényképezett, de lassú a cselekmény.” Jonathan Rosenbaum a Chicago Readertől azt írta: „A konzervszínház meglehetősen halálos esete, amely elég közel áll ahhoz, amit Hitchcock sok évvel később úgy emlegetett, hogy beszélő emberek fotói.” A New York Times szerkesztősége szerint: „Azáltal, hogy a film nem képes a dráma két pólusát összemosni, gyakorlatilag két színdarabra bomlik.”